# Turner Network Television
Turner Network Television (TNT) ist ein US-amerikanischer Fernsehsender, der über Kabel ausgestrahlt wird. Turner Network Television wurde von dem Medienmogul Ted Turner gegründet und begann seine Ausstrahlung am 3. Oktober 1988 mit seinem Lieblingsfilm Vom Winde verweht. TNT gehört dem Turner Broadcasting System, einem Unternehmen des Time-Warner-Konzerns. Seit 2007 hat TNT verschiedene lokale Versionen des Senders in Deutschland, Spanien und der Türkei gestartet.

## Ausrichtung
Während TNT in den 1990ern vor allem ältere Filme, Fernsehshows und Sportsendungen ausstrahlte und nur langsam anfing, eigene Serien auszustrahlen, wurde im Juni 2001 ein Relaunch unter dem Titel We Know Drama gestartet. Mit diesem sollten eigene Serienproduktionen in den Vordergrund gerückt werden.

## Senderlogos

Ehemaliges Logo
Logo seit 30. Januar 2016

## Serien

### Derzeitige Serien
- seit 2025: The Librarians – The Next Chapter

### Ehemalige Serien
- 1999: Crusade
- 2001–2002: Witchblade – Die Waffe der Götter (Witchblade)
- 2005–2012: The Closer
- 2007–2010: Saving Grace
- 2008–2009: Raising the Bar
- 2008–2012: Leverage
- 2009: Trust Me
- 2009–2010: Dark Blue
- 2009–2011: Hawthorne
- 2009–2011: Men of a Certain Age
- 2010–2011: Memphis Beat
- 2010–2013: Southland
- 2010–2016: Rizzoli & Isles
- 2011–2014: Franklin & Bash
- 2011–2015: Falling Skies
- 2012–2014: Dallas
- 2012–2015: Perception
- 2012–2018: Major Crimes
- 2013: Monday Mornings
- 2013: King & Maxwell
- 2014–2018: The Last Ship
- 2014–2015: Legends
- 2014–2018: The Quest – Die Serie (The Librarians)
- 2016–2017: Good Behavior
- 2016–2022: Animal Kingdom
- 2017: Will
- 2017–2022: Claws
- 2019: I Am the Night
- 2020–2024: Snowpiercer

## International
Europäische, australische, latein-amerikanische und asiatische Versionen von TNT wurden bereits in den 1990er Jahren gestartet. Diese widmeten sich aber ausschließlich Filmen, vor allem aus den Archiven von MGM und Warner Brothers. Die europäischen, australischen und asiatischen Versionen des Senders wurden schließlich zu Turner Classic Movies (TCM). 
TCM ist noch in Betrieb und sendet weiterhin MGM- und Warner-Brothers-Filme wie TNT es ursprünglich tat. 

### Deutschland
Im Januar 2009 startete in Deutschland eine Version von TNT als TNT Serie. Der Kanal zeigt die deutschen Premieren von 30 Rock und Friday Night Lights, sowie eine Vielzahl von alten und jüngeren amerikanischen Serien, darunter Mord ist ihr Hobby, Ausgerechnet Alaska, Monk, Third Watch – Einsatz am Limit, Rescue Me, Six Feet Under – Gestorben wird immer, Emergency Room – Die Notaufnahme, King of Queens, Alle lieben Raymond und Caroline in the City. TNT Serie strahlt die Fernsehserien mit zwei Audio-Kanälen aus. Einen mit der ursprünglichen englischen Tonspur und einen mit der synchronisierten Tonspur.
Im Juni 2009 wurde die deutsche Fassung von TCM als TNT Film neu gestartet. TNT Film ist damit nach Cartoon Network, Boomerang (beide 2006) und TNT Serie (2007) der vierte deutsche Turner-Sender.
Im April 2014 wurde die deutsche Fassung von glitz* als TNT Glitz neu gestartet.

### Spanien
Im Sommer 2007 kam TNT in das spanische Pay-TV. Dies ist somit der 6. Turner-Sender in Spanien nach Turner Classic Movies, Turner Classic Movies Clásico, Cartoon Network, Boomerang und CNN+, einem Joint Venture zwischen Turner Broadcasting und dem spanischen Sogecable.

### Türkei
Eine lokale Version von TNT startete die Ausstrahlung in der Türkei im März 2008. August 2012 wurde der Kanal geschlossen.